# Stephen Cain (Leichtathlet)
Stephen Cain (* 23. Juli 1984) ist ein australischer Zehnkämpfer.
Bei den Commonwealth Games 2014 in Glasgow wurde er Fünfter.
2010 wurde er Australischer Meister. Seine persönliche Bestleistung von 7844 Punkten stellte er am 26. Februar 2012 in Melbourne auf.